# Lhorong
Lhorong Dzong, Chinees: Lhorong Xian is een arrondissement in de prefectuur Chamdo in de Tibetaanse Autonome Regio, China. Lhorong is Tibetaans voor vallei in het zuiden of rivier in het zuiden
Het heeft een oppervlakte van 8108 km². In 1999 telde het arrondissement 39.280 inwoners. De gemiddelde hoogte is 3200 meter. De gemiddelde jaarlijkse temperatuur is 5,1 °C en jaarlijks valt er gemiddeld 400 mm neerslag.
Het arrondissement kent verschillende mijnen voor goud, zilver, koper, lood en zink, naast allerlei mineralen.